# Нуннінген
Нуннінген (нім. Nunningen) — громада  в Швейцарії в кантоні Золотурн, округ Тірштайн.

## Географія
Громада розташована на відстані близько 55 км на північ від Берна, 22 км на північ від Золотурна.
Нуннінген має площу 10,3 км², з яких на 8,6% дозволяється будівництво (житлове та будівництво доріг), 41,5% використовуються в сільськогосподарських цілях, 49,9% зайнято лісами, 0,1% не є продуктивними (річки, льодовики або гори).

## Демографія
2019 року в громаді мешкало 1897 осіб (+3,2% порівняно з 2010 роком), іноземців було 9,2%. Густота населення становила 184 осіб/км².
За віковим діапазоном населення розподілялося таким чином: 19,2% — особи молодші 20 років, 59,4% — особи у віці 20—64 років, 21,4% — особи у віці 65 років та старші. Було 830 помешкань (у середньому 2,3 особи в помешканні).
Із загальної кількості 655 працюючих 48 було зайнятих в первинному секторі, 269 — в обробній промисловості, 338 — в галузі послуг.